# Piptadeniopsis lomentifera
Piptadeniopsis lomentifera är en ärtväxtart som beskrevs av Arturo Erhardo Erardo Burkart. Piptadeniopsis lomentifera ingår i släktet Piptadeniopsis och familjen ärtväxter. Inga underarter finns listade i Catalogue of Life.